# Adela Popescu
Adela Elena Popescu (Drăgăşani, Romania, 8 d'octubre del 1986) és una cantant de pop i actriu romanesa.

## Discografia
- 2005 – Lacrimi de iubire
- 2006 – Iubire ca în filme
- 2008 – Răspunsul meu
- 2012 – Bun Rămas
- 2013 – Vraja ta
- 2013 – Fără tine

## Filmografia

### Cinema
- 2009 — Weekend cu mama (Cap de setmana amb la mare)
- 2006 — Lacrimi de iubire (Llagrimes d'amor)

### Televisió
- 2011-2014 — O Nouă Viață (Una Nova Vida), co-protagonista
- 2010-2013 — Pariu Cu Viața (Aposta amb la Vida), co-protagonista
- 2010-2011 — Iubire și Onoare (L'amor i l'honor), antagonista
- 2009-2010 — Aniela (Aniela), protagonista
- 2008-2009 — Îngerașii (Els Angels), protagonista
- 2007-2008 — Războiul sexelor (Guerra de gènere), paper negatiu
- 2006-2007 — Iubire ca în filme (L'amor com a les pel·lícules), protagonista
- 2006 — Prea târziu (Massa tard), protagonista
- 2005-2006 — Lacrimi de iubire (Llàgrimes d'amor), protagonista
- 2004-2005 — Numai iubirea (Nommes l'amor), co-protagonista
- 2002-2003 — În familie (Família)